# 朗库尔 (孚日省)
朗库尔（法語：Rancourt，法語發音：[ʁɑ̃kuʁ] ⓘ）是法国大東部大區孚日省的一个市镇，属于讷沙托区。

## 地理
朗库尔（48°13'15"N, 6°6'30"E）面积5.57 平方千米，位于法国大東部大區孚日省，该省份为法国东北部内陆省份，北起默兹省和默尔特-摩泽尔省，西接上马恩省，南至上索恩省和贝尔福地区省，东临上莱茵省和下莱茵省。
与朗库尔接壤的市镇（或旧市镇、城区）包括：班维尔欧索勒、阿热库尔、马德库尔、罗兹罗特、瓦尔弗鲁瓦库尔、瓦勒鲁瓦欧索勒。

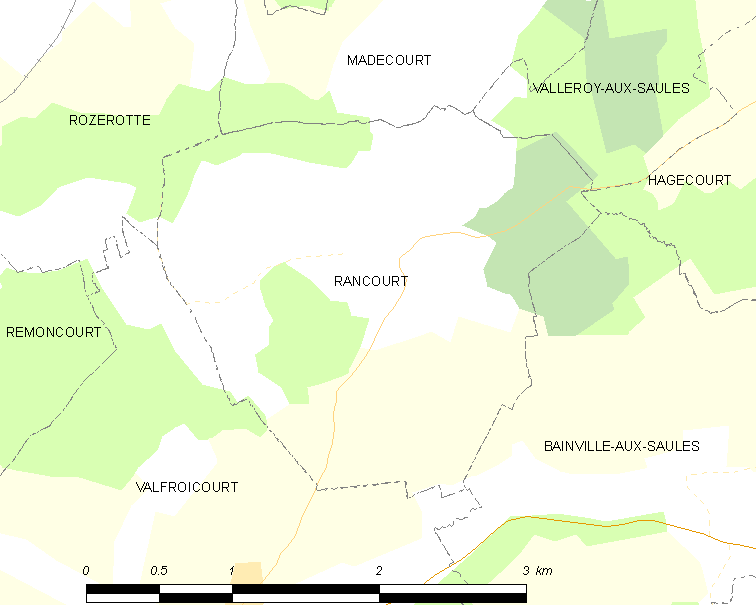
的OSM定位图

朗库尔的时区为UTC+01:00、UTC+02:00（夏令时）。

## 行政
朗库尔的邮政编码为88270，INSEE市镇编码为88370。

## 政治
朗库尔所属的省级选区为维泰勒县。

## 人口

1962-2008年间人口变化图示

朗库尔于2022年1月1日时的人口数量为76人。